# Liste des vice-présidents des États-Unis
Cet article est une liste des vice-présidents des États-Unis classée par ordre chronologique de début de mandat. Cette dernière peut également être classée par ordre de nom de famille, par ordre de durée de mandat, par État d'origine, par ordre de nom de famille du président associé et par ordre de parti politique.

## Liste des vice-présidents
| N° | Nom                                   | Nom                                   | Dates du mandat | Dates du mandat | Durée (en jours)   | État            |   |                                  | Président      | Président              |
| -- | ------------------------------------- | ------------------------------------- | --------------- | --------------- | ------------------ | --------------- | - | -------------------------------- | -------------- | ---------------------- |
| 1  | John Adams                            | John Adams                            | 1789            | 1797            | 2 922              | Massachusetts   |   |                                  |                | George Washington      |
| 2  | Thomas Jefferson                      | Thomas Jefferson                      | 1797            | 1801            | 1 460              | Virginie        |   |                                  |                | John Adams             |
| 3  | Aaron Burr                            | Aaron Burr                            | 1801            | 1805            | 1 461              | New York        |   |                                  |                | Thomas Jefferson       |
| 4  | George Clinton                        | George Clinton                        | 1805            | 1809            | 2 604              | New York        |   |                                  |                | Thomas Jefferson       |
| 4  | George Clinton                        | George Clinton                        | 1809            | 1812            | 2 604              | New York        |   | James Madison                    |                |                        |
| -  | Vacance par décès                     | Vacance par décès                     | 1812            | 1813            | 318                | -               |   | James Madison                    |                |                        |
| 5  | Elbridge Gerry                        | Elbridge Gerry                        | 1813            | 1814            | 629                | Massachusetts   |   | James Madison                    |                |                        |
| -  | Vacance par décès                     | Vacance par décès                     | 1814            | 1817            | 832                | -               | - | James Madison                    | -              |                        |
| 6  | Daniel D. Tompkins                    | Daniel D. Tompkins                    | 1817            | 1825            | 2 922              | New York        |   | Républicain-démocrate            |                | James Monroe           |
| 7  | John Caldwell Calhoun                 | John Caldwell Calhoun                 | 1825            | 1829            | 2 856              | Caroline du Sud |   | Républicain-démocrate, Démocrate |                | John Q. Adams          |
| 7  | John Caldwell Calhoun                 | John Caldwell Calhoun                 | 1829            | 1832            | 2 856              | Caroline du Sud |   | Républicain-démocrate, Démocrate | Andrew Jackson |                        |
| -  | Vacance par démission                 | Vacance par démission                 | 1832            | 1833            | 66                 | -               | - | -                                | Andrew Jackson |                        |
| 8  | Martin Van Buren                      | Martin van Buren                      | 1833            | 1837            | 1 461              | New York        |   | Démocrate                        | Andrew Jackson |                        |
| 9  | Richard Mentor Johnson                |                                       | 1837            | 1841            | 1 461              | Kentucky        |   | Démocrate                        |                | Martin Van Buren       |
| 10 | John Tyler                            |                                       | 1841            | 1841            | 31                 | Virginie        |   | Whig                             |                | William Henry Harrison |
| -  | Vacance par accession à la présidence | Vacance par accession à la présidence | 1841            | 1845            | 1 430              | -               | - | -                                |                | John Tyler             |
| 11 | George Mifflin Dallas                 |                                       | 1845            | 1849            | 1 461              | Pennsylvanie    |   | Démocrate                        |                | James K. Polk          |
| 12 | Millard Fillmore                      |                                       | 1849            | 1850            | 492                | New York        |   | Whig                             |                | Zachary Taylor         |
| -  | Vacance par accession à la présidence | Vacance par accession à la présidence | 1850            | 1853            | 969                | -               | - | -                                |                | Millard Fillmore       |
| 13 | William Rufus DeVane King             |                                       | 1853            | 1853            | 45                 | Alabama         |   | Démocrate                        |                | Franklin Pierce        |
| -  | Vacance par décès                     | Vacance par décès                     | 1853            | 1857            | 1 416              | -               | - | -                                |                | Franklin Pierce        |
| 14 | John Cabell Breckinridge              |                                       | 1857            | 1861            | 1 461              | Kentucky        |   | Démocrate                        |                | James Buchanan         |
| 15 | Hannibal Hamlin                       |                                       | 1861            | 1865            | 1 461              | Maine           |   | Républicain                      |                | Abraham Lincoln        |
| 16 | Andrew Johnson                        |                                       | 1865            | 1865            | 42                 | Tennessee       |   | Démocrate                        |                | Abraham Lincoln        |
| -  | Vacance par accession à la présidence | Vacance par accession à la présidence | 1865            | 1869            | 1 419              | -               | - | -                                |                | Andrew Johnson         |
| 17 | Schuyler Colfax                       |                                       | 1869            | 1873            | 1 461              | Indiana         |   | Républicain                      |                | Ulysses S. Grant       |
| 18 | Henry Wilson                          |                                       | 1873            | 1875            | 993                | Massachusetts   |   | Républicain                      |                | Ulysses S. Grant       |
| -  | Vacance par décès                     | Vacance par décès                     | 1875            | 1877            | 468                | -               | - | -                                |                | Ulysses S. Grant       |
| 19 | William A. Wheeler                    |                                       | 1877            | 1881            | 1 461              | New York        |   | Républicain                      |                | Rutherford B. Hayes    |
| 20 | Chester A. Arthur                     |                                       | 1881            | 1881            | 199                | New York        |   | Républicain                      |                | James A. Garfield      |
| -  | Vacance par accession à la présidence | Vacance par accession à la présidence | 1881            | 1885            | 1 262              | -               | - | -                                |                | Chester A. Arthur      |
| 21 | Thomas Hendricks                      |                                       | 1885            | 1885            | 266                | Indiana         |   | Démocrate                        |                | Grover Cleveland       |
| -  | Vacance par décès                     | Vacance par décès                     | 1885            | 1889            | 1 195              | -               | - | -                                |                | Grover Cleveland       |
| 22 | Levi Morton                           |                                       | 1889            | 1893            | 1 461              | New York        |   | Républicain                      |                | Benjamin Harrison      |
| 23 | Adlai Ewing Stevenson                 |                                       | 1893            | 1897            | 1 461              | Illinois        |   | Démocrate                        |                | Grover Cleveland       |
| 24 | Garret Hobart                         |                                       | 1897            | 1899            | 992                | New Jersey      |   | Républicain                      |                | William McKinley       |
| -  | Vacance par décès                     | Vacance par décès                     | 1899            | 1901            | 468                | -               | - | -                                |                | William McKinley       |
| 25 | Theodore Roosevelt                    |                                       | 1901            | 1901            | 194                | New York        |   | Républicain                      |                | William McKinley       |
| -  | Vacance par accession à la présidence | Vacance par accession à la présidence | 1901            | 1905            | 1 267              | -               | - | -                                |                | Theodore Roosevelt     |
| 26 | Charles W. Fairbanks                  |                                       | 1905            | 1909            | 1 461              | Indiana         |   | Républicain                      |                | Theodore Roosevelt     |
| 27 | James Sherman                         |                                       | 1909            | 1912            | 1 397              | New York        |   | Républicain                      |                | William Howard Taft    |
| -  | Vacance par décès                     | Vacance par décès                     | 1912            | 1913            | 64                 | -               | - | -                                |                | William Howard Taft    |
| 28 | Thomas R. Marshall                    |                                       | 1913            | 1921            | 2 922              | Indiana         |   | Démocrate                        |                | T. Woodrow Wilson      |
| 29 | Calvin Coolidge                       |                                       | 1921            | 1923            | 881                | Massachusetts   |   | Républicain                      |                | Warren G. Harding      |
| -  | Vacance par accession à la présidence | Vacance par accession à la présidence | 1923            | 1925            | 580                | -               | - | -                                |                | Calvin Coolidge        |
| 30 | Charles Dawes                         |                                       | 1925            | 1929            | 1 461              | Illinois        |   | Républicain                      |                | Calvin Coolidge        |
| 31 | Charles Curtis                        |                                       | 1929            | 1933            | 1 461              | Kansas          |   | Républicain                      |                | Herbert Hoover         |
| 32 | John Nance Garner                     |                                       | 1933            | 1941            | 2 879              | Texas           |   | Démocrate                        |                | Franklin D. Roosevelt  |
| 33 | Henry Wallace                         |                                       | 1941            | 1945            | 1 461              | Iowa            |   | Démocrate                        |                | Franklin D. Roosevelt  |
| 34 | Harry S. Truman                       |                                       | 1945            | 1945            | 82                 | Missouri        |   | Démocrate                        |                | Franklin D. Roosevelt  |
| -  | Vacance par accession à la présidence | Vacance par accession à la présidence | 1945            | 1949            | 1 379              | -               | - | -                                |                | Harry S. Truman        |
| 35 | Alben William Barkley                 |                                       | 1949            | 1953            | 1 461              | Kentucky        |   | Démocrate                        |                | Harry S. Truman        |
| 36 | Richard Nixon                         |                                       | 1953            | 1961            | 2 922              | Californie      |   | Républicain                      |                | Dwight D. Eisenhower   |
| 37 | Lyndon B. Johnson                     |                                       | 1961            | 1963            | 1 036              | Texas           |   | Démocrate                        |                | John F. Kennedy        |
| -  | Vacance par accession à la présidence | Vacance par accession à la présidence | 1963            | 1965            | 425                | -               | - | -                                |                | Lyndon B. Johnson      |
| 38 | Hubert Humphrey                       |                                       | 1965            | 1969            | 1 461              | Minnesota       |   | Démocrate                        |                | Lyndon B. Johnson      |
| 39 | Spiro Agnew                           |                                       | 1969            | 1973            | 1 724              | Maryland        |   | Républicain                      |                | Richard Nixon          |
| -  | Vacance par démission                 | Vacance par démission                 | 1973            | 1973            | 57                 | -               | - | -                                |                | Richard Nixon          |
| 40 | Gerald Ford                           |                                       | 1973            | 1974            | 243                | Michigan        |   | Républicain                      |                | Richard Nixon          |
| -  | Vacance par accession à la présidence | Vacance par accession à la présidence | 1974            | 1974            | 131                | -               | - | -                                |                | Gerald Ford            |
| 41 | Nelson Rockefeller                    |                                       | 1974            | 1977            | 764                | New York        |   | Républicain                      |                | Gerald Ford            |
| 42 | Walter Mondale                        |                                       | 1977            | 1981            | 1 461              | Minnesota       |   | Démocrate                        |                | Jimmy Carter           |
| 43 | George H. W. Bush                     |                                       | 1981            | 1989            | 2 922              | Texas           |   | Républicain                      |                | Ronald Reagan          |
| 44 | Dan Quayle                            |                                       | 1989            | 1993            | 1 461              | Indiana         |   | Républicain                      |                | George H. W. Bush      |
| 45 | Al Gore                               |                                       | 1993            | 2001            | 2 922              | Tennessee       |   | Démocrate                        |                | Bill Clinton           |
| 46 | Dick Cheney                           |                                       | 2001            | 2009            | 2 922              | Texas           |   | Républicain                      |                | George W. Bush         |
| 47 | Joe Biden                             |                                       | 2009            | 2017            | 2 922              | Delaware        |   | Démocrate                        |                | Barack Obama           |
| 48 | Mike Pence                            |                                       | 2017            | 2021            | 1 461              | Indiana         |   | Républicain                      |                | Donald Trump           |
| 49 | Kamala Harris                         |                                       | 2021            | 2025            | 1 461              | Californie      |   | Démocrate                        |                | Joe Biden              |
| 50 | J. D. Vance                           |                                       | 2025            | en cours        | 6 mois et 17 jours | Ohio            |   | Républicain                      |                | Donald Trump           |